# Bandits of the Acoustic Revolution
Bandits of the Acoustic Revolution, oder BOTAR, ist ein US-amerikanisches Musik-Kollektiv, dessen Musik sich aus Elementen von Ska, Punk, Klassik und osteuropäischem Folk zusammensetzt.
Gegründet wurde die Band von den ehemaligen Catch-22-Mitgliedern Tomas Kalnoky und Jamie Egan, sowie Nick Afflitto, Marcy Ciuffreda, Rachel Goldstein, Layton Hayes, John Paul Jones, Achilles Kalnoky, Paul Lowndes, Chris Paszik, Mark Rendeiro, Dan Ross, Pete Sibilia, Shane Thomson und Natalia Ushak.
Anders als andere ähnliche Bands, die in erster Linie Ska und Punk kombinieren, spielen BOTAR viel mit klassischen Elementen und verwenden ausschließlich akustische Instrumente.
Im Jahr 2001 veröffentlichte die Gruppe die erste und bisher einzige EP „A Call to Arms“. Nachdem die erste Auflage schnell ausverkauft war, gab es die Lieder lange als kostenlose Downloads auf der Website des Projekts, bis 2005 ein ReRelease im Digipak veröffentlicht wurde.